# Propulsión de flotabilidad variable
En ingeniería, la «propulsión de flotabilidad variable» es el uso de un motor de flotabilidad para proporcionar propulsión a un vehículo. El concepto se exploró por primera vez en la década de 1960 para su uso en planeadores submarinos, pero desde entonces se ha aplicado también a aeronaves autónomas.

## Principio
La propulsión de flotabilidad variable se basa en la capacidad de un vehículo para cambiar su flotabilidad de negativa a positiva y viceversa (en el caso de los aviones, esto significa alternar entre ser más pesado y más ligero que el aire). Mientras tiene flotabilidad positiva, el vehículo se inclina hacia arriba y utiliza sus hidroaletas o alas para deslizarse hacia adelante mientras se eleva, utilizando la flotabilidad como fuerza motriz. En la parte superior de la subida, la flotabilidad se vuelve negativa y el vehículo se inclina hacia abajo y planea hacia adelante mientras desciende, utilizando la gravedad como fuerza motriz.
El proceso puede repetirse mientras el motor de flotabilidad pueda funcionar, lo que permite una propulsión muy eficiente desde el punto de vista energético, aunque generalmente lenta. La trayectoria del vehículo suele presentar un perfil en forma de sierra. Se pueden utilizar varios métodos para alterar la flotabilidad.